# Herbert Berg
Herbert Berg (...) è un ex bobbista tedesco.

## Biografia
Viene ricordato come vincitore di una medaglia di bronzo nella sua disciplina, ottenuta ai campionati mondiali del 1977 (edizione tenutasi a St. Moritz, Svizzera) insieme ai suoi connazionali Fritz Ohlwärter, Walter Barfuss e Jakob Resch
Nell'edizione l'oro andò all'altra nazionale tedesca.